# Рухадзе, Александр Константинович
Александр Константинович Рухадзе — советский государственный и хозяйственный деятель. Инженер-механик, организатор автомобильного производства, лауреат Государственной премии СССР.

## Биография
Родился 13 октября 1911 (по новому стилю), в селе Танир-Квытыри Кутаисского уезда Кутаисской губернии.
Окончил Цулукидзевский индустриальный техникум (1930), Горьковский индустриальный институт им. А. А. Жданова (1937). Член КПСС.
Трудовую деятельность начал на заводе «Красное Сормово» (г. Горький) конструктором, затем работал мастером.
С 1931 на Горьковском автомобильном заводе: мастер, старший инженер, начальник планово-производственного отдела (1935—36); начальник участка штампового цеха (1937—38); начальник модельно-штампового цеха (1938—41); начальник механического цеха (1941—43).
В 1943—1944 гг. — главный инженер Владимирского тракторного завода.
В 1944—1945 гг. — директор Одесского завода «Красный Профинтерн».
В 1945—1950 гг. — директор Одесского автосборочного завода.
В 1950—1957 гг. — директор завода «УралАЗ».
В 1957 г. назначен Первым заместитель председателя Челябинского совнархоза, в 1963 — Первым заместитель председателя Южно-Уральского совнархоза.
С 1965 заместитель министра автомобильной промышленности СССР.
Умер в Москве в 1990 году. Похоронен на Новодевичьем кладбище.